# دیمپل (آرکانزاس)
دیمپل (به انگلیسی: Dimple) یک منطقهٔ مسکونی در ایالات متحده آمریکا است که در شهرستان میسیسیپی، آرکانزاس واقع شده‌است. دیمپل ۶۸٫۸۹ متر بالاتر از سطح دریا واقع شده‌است.